# Frank Hosmar
Frank Hosmar (20 augustus 1968) is een Nederlands dressuurruiter.
Hosmar heeft in 1989 de opleiding in Deurne afgerond, en heeft daarna twee jaar in het buitenland gewerkt. Daarna is hij in 1992 zijn eigen stal begonnen in Overijssel, waar hij zo'n zes paarden traint en africht voor zowel de dressuur als de springsport. In 1997 viel Hosmar van een trap met zijn pols in kapot glas waarbij alle spieren, pezen en zenuwen werden afgesneden. Het leek er daarna op dat Hosmar nooit meer zou kunnen rijden maar in 2009 werd hij opgenomen in het A-kader van het aangepast paardrijden. Hij komt uit in graad V. In juni 2012 kwalificeerde Hosmar zich voor de Paralympische Zomerspelen 2012 in Londen en 4 jaar later mocht hij opnieuw voor Nederland uitkomen tijdens de Paralympische Spelen in 2016 in Rio de Janeiro.
Frank is bevoegd om combinaties op te leiden tot aan de Grand Prix en doet dat met veel plezier en enthousiasme. Hij maakt deel uit van het instructeursnetwerk aangepaste sport en is tevens talentscout voor de para dressuur bij de KNHS. In de reguliere dressuursport komt Frank uit in de Grand Prix.

## Beste uitslagen

### Paralympische Spelen
| Evenement      | Resultaat | Paard          | Onderdeel   |
| -------------- | --------- | -------------- | ----------- |
| Tokio          | zilver    | Alphaville NOP | Team        |
|                | brons     | Alphaville NOP |             |
| Rio de Janeiro | brons     | Alphaville NOP | Team        |
| Rio de Janeiro | brons     | Alphaville NOP | Individueel |
| Rio de Janeiro | brons     | Alphaville NOP | Kür         |
| Londen 2012    | brons     | Alphaville     | Individueel |
| Londen 2012    | brons     | Alphaville     | Kür         |

### Wereldkampioenschappen
| Evenement      | Resultaat | Paard          | Onderdeel   |
| -------------- | --------- | -------------- | ----------- |
| Lexington 2010 | zilver    | Tiësto         | Individueel |
| Lexington 2010 | brons     | Tiësto         | Kür         |
| Caen 2014      | brons     | Alphaville NOP | Individueel |
| Caen 2014      | brons     | Alphaville NOP | Kür         |
| Caen 2014      | zilver    | Alphaville NOP | team        |

### Europese kampioenschappen
| Evenement         | Resultaat | Paard          | Onderdeel     |
| ----------------- | --------- | -------------- | ------------- |
| Göteborg          | goud      | Alphaville NOP | Individueel   |
| Göteborg          | zilver    | Alphaville NOP | Kür op muziek |
| Göteborg          | brons     | Alphaville NOP | Team          |
| Deauville 2015    | goud      | Alphaville NOP | Individueel   |
| Deauville 2015    | goud      | Alphaville NOP | Kür op muziek |
| Deauville 2015    | zilver    | Alphaville NOP | Team          |
| Herning 2013      | zilver    | Alphaville     | Individueel   |
| Herning 2013      | zilver    | Alphaville     | Kür muziek    |
| Moorsele 2011     | brons     | Tiësto         | Kür op muziek |
| Kristiansand 2009 | brons     | Tiësto         | Kür op muziek |
| Kristiansand 2009 | brons     | Tiësto         | Team          |

### Nederlandse kampioenschappen
| Evenement | Resultaat | Paard          |
| --------- | --------- | -------------- |
| 2018      | zilver    | Alphaville NOP |
| 2017      | zilver    | Alphaville NOP |
| 2016      | goud      | Alphaville NOP |
| 2015      | goud      | Alphaville NOP |
| 2014      | goud      | Alphaville NOP |
| 2013      | goud      | Alphaville NOP |
| 2012      | goud      | Tiësto         |
| 2011      | goud      | Tiësto         |
| 2010      | goud      | Tiësto         |
| 2009      | goud      | Tiësto         |